# مزرعه حاجی علی بابا
مزرعه حاجی علی بابا روستایی در دهستان گاریزات بخش گاریزات شهرستان تفت استان یزد ایران است.

## جمعیت
بر پایه سرشماری عمومی نفوس و مسکن در سال ۱۳۹۵ جمعیت این روستا ۴۶ نفر (۱۸خانوار) بوده‌است.